# Operatie Grenade

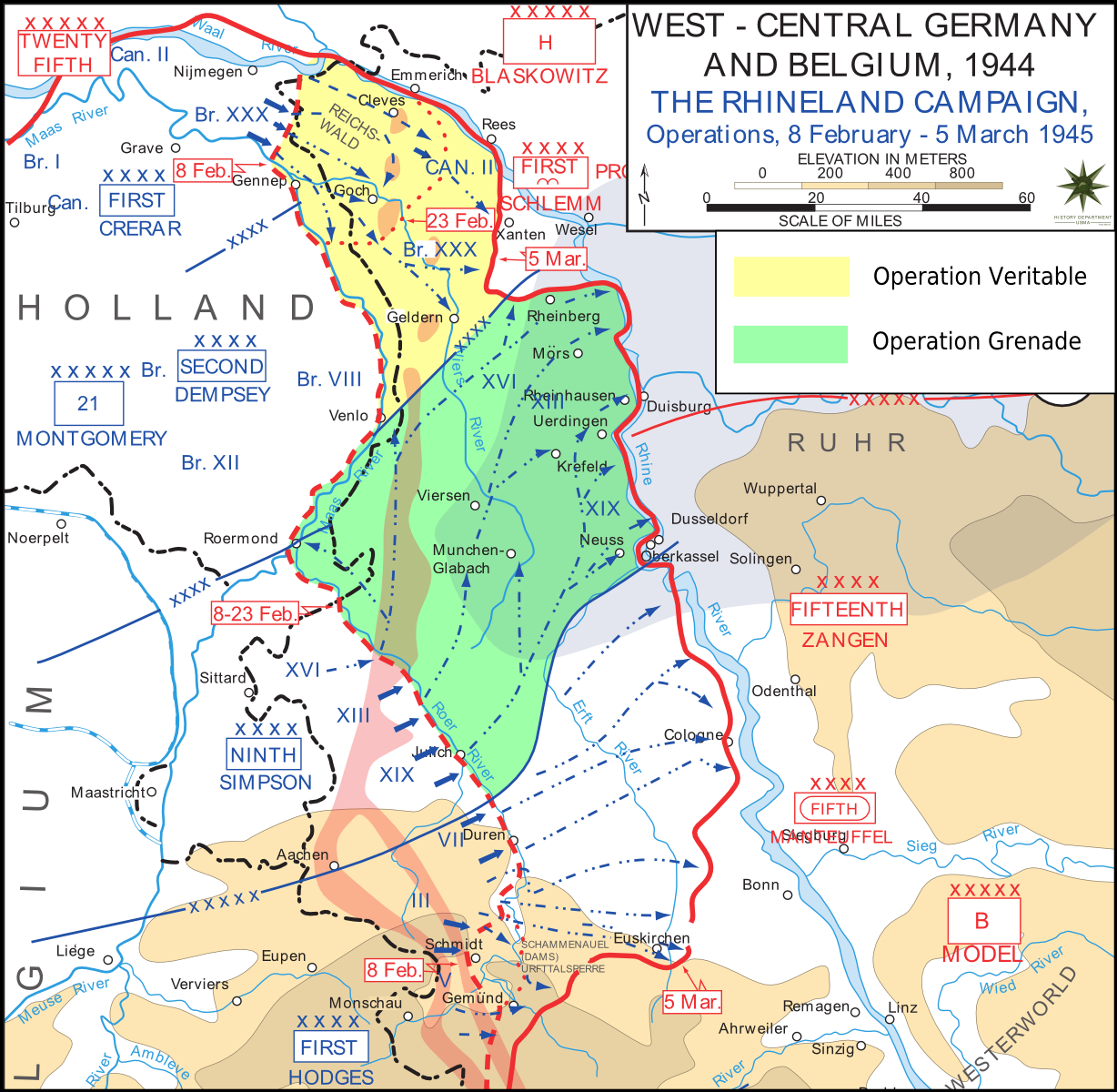
Operaties Veritable (geel) en Grenade (groen)

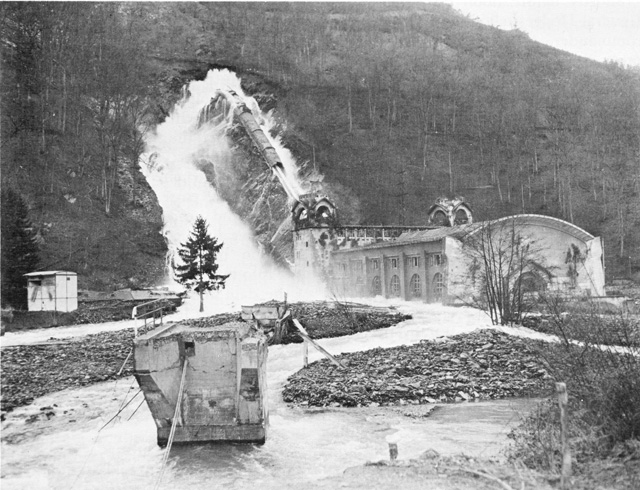
De gesaboteerde afsluiter van de Urftstuwdam in 1945

Operatie Grenade was een militaire operatie tijdens de Tweede Wereldoorlog. Het was de zuidelijke helft van een tangbeweging om het gebied tussen de Roer en de Rijn te bevrijden. De operatie vond plaats tussen 23 februari en 10 maart 1945.
Op 9 februari 1945 zou het 9e Amerikaanse Leger, dat op dat moment deel uitmaakte van de 21e Legergroep onder bevel van de Brit Bernard Montgomery, de Roer oversteken en zich voegen bij het Canadese leger dat noordelijk vanuit Nijmegen Operatie Veritable uitvoerde. De Duitsers saboteerden op 10 februari stroomopwaarts de afsluiters van de Roerdaldam en de stuwdam in de Urft, het water kon zo ongehinderd uitstromen, waardoor de operatie niet volgens plan kon worden uitgevoerd. Gedurende twee weken was er hoogwater in de Roer, pas op 23 februari was het water voldoende gedaald dat het 9e Leger de rivier kon oversteken. In een snelle opmars werden op 1 maart Roermond en Venlo bevrijd. Het Duitse leger onder leiding van veldmaarschalk Gerd von Rundstedt werd van de linker Rijnoever verdreven en er werden 290.000 Duitse soldaten krijgsgevangen genomen.